# 2280 Kunikov
2280 Kunikov è un asteroide della fascia principale. Scoperto nel 1971, presenta un'orbita caratterizzata da un semiasse maggiore pari a 2,1784305 au e da un'eccentricità di 0,1412099, inclinata di 3,56900° rispetto all'eclittica.
L'asteroide è dedicato al fante della marina russa Čezar Lvovič Kunikov.